# Národní galerie ve Washingtonu

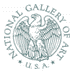
Logo National Gallery of Art

Národní galerie ve Washingtonu (anglicky National Gallery of Art, doslova Národní galerie umění) je muzeum umění na National Mall ve Washingtonu. Muzeum bylo založeno v roce 1938 americkým kongresem s finanční podporou na výstavbu a podstatnou část uměleckých sbírek od Andrewa Mellona. Stěžejní díla darovali Lessing J. Rosenwald, díla italského umění daroval Samuel Henry Kress a více než 2000 soch, maleb, dekorativního umění a porcelánu věnoval Joseph E. Widener. Národní galerie je dnes jednou z nejlepších sbírek západního malířství a sochařství na světě.

## Sbírky

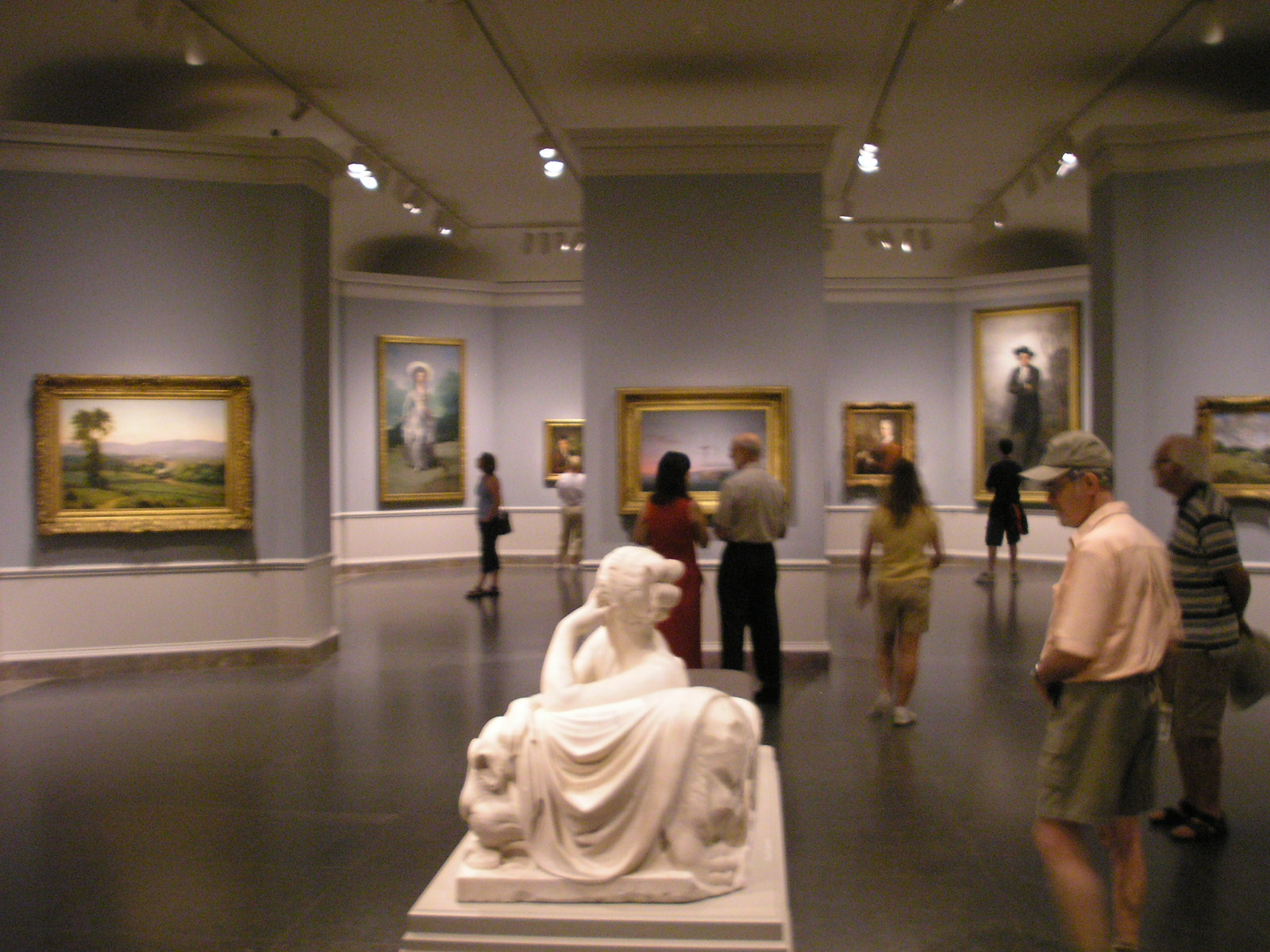
Expozice v západní budově

Národní galerie je jednou z nejlepších uměleckých sbírek na světě. Byla vytvořena pro občany Spojených států amerických na základě rozhodnutí Kongresu a přijetím darů sběratelů umění, mecenášů, finančníků a veřejnosti. Obsahuje evropské a americké malířství, sochařství, práce na papíře, fotografie a dekorativní umění a sochy. Stálé sbírky obrazů sahají od středověku až po současnost. Nejrozsáhlejší jsou sbírky italské renesance, která obsahuje například dva panely z Maesty od Duccia, tondo s Klaněním tří králů od Fra Angelica a Filippa Lippiho, dílo od Botticelliho na stejné téma, Klanění pastýřů od Giorgioneho, Hostinu bohů od Giovanniho Belliniho, Ginevru de’ Benci (jediný obraz od Leonarda da Vinciho v Americe) a soubory děl od Tiziana a Raffaela.
Sbírky sochařského a dekorativního umění zahrnují díla jako kalich opata Sugera ze Saint-Denis a vynikající sbírku prací Rodina a Degase.

### Fotografie
Muzeum vlastní rozsáhlou sbírku fotografií. Například malířka Georgia O'Keeffeová darovala některá díla po smrti svého muže Alfreda Stieglitze mnoho jeho děl. V současné době sbírky obsahují stovky Stieglitzových fotografií. Série obsahuje samozřejmě několik portrétů jeho manželky Georgie O'Keeffeové, snímky z New Yorku, Paříže, Benátek, abstrakce mraků; portréty významných osobností jako byli Alfred Maurer, Abraham Walkowitz, Arthur B. Carles, Charles Demuth, Dorothy Normanová, Marcel Duchamp a mnoho dalších.
Z dalších fotografů jsou zahrnuty například díla pionýra britské fotografie, jednoho z prvních válečných fotožurnalistů Rogera Fentona; několik děl avantgardisty a kurátora galerie MoMA Edwarda Steichena, Irvinga Penna a mnoha dalších. Ve sbírkách jsou portréty od Julie Margaret Cameronové, Oscara Rejlandera, krajiny Carletona Watkinse, fotografie Paříže z doby Napoleona III. od Charlese Nègra, Charlese Marvilla, Eugèna Atgeta, Alfreda Stieglitze, André Kertésze, Louis-Émila Durandella, Germaine Krulla, lIlse Binga, Brassaïe a dalších.

## Galerie

### Muzeum

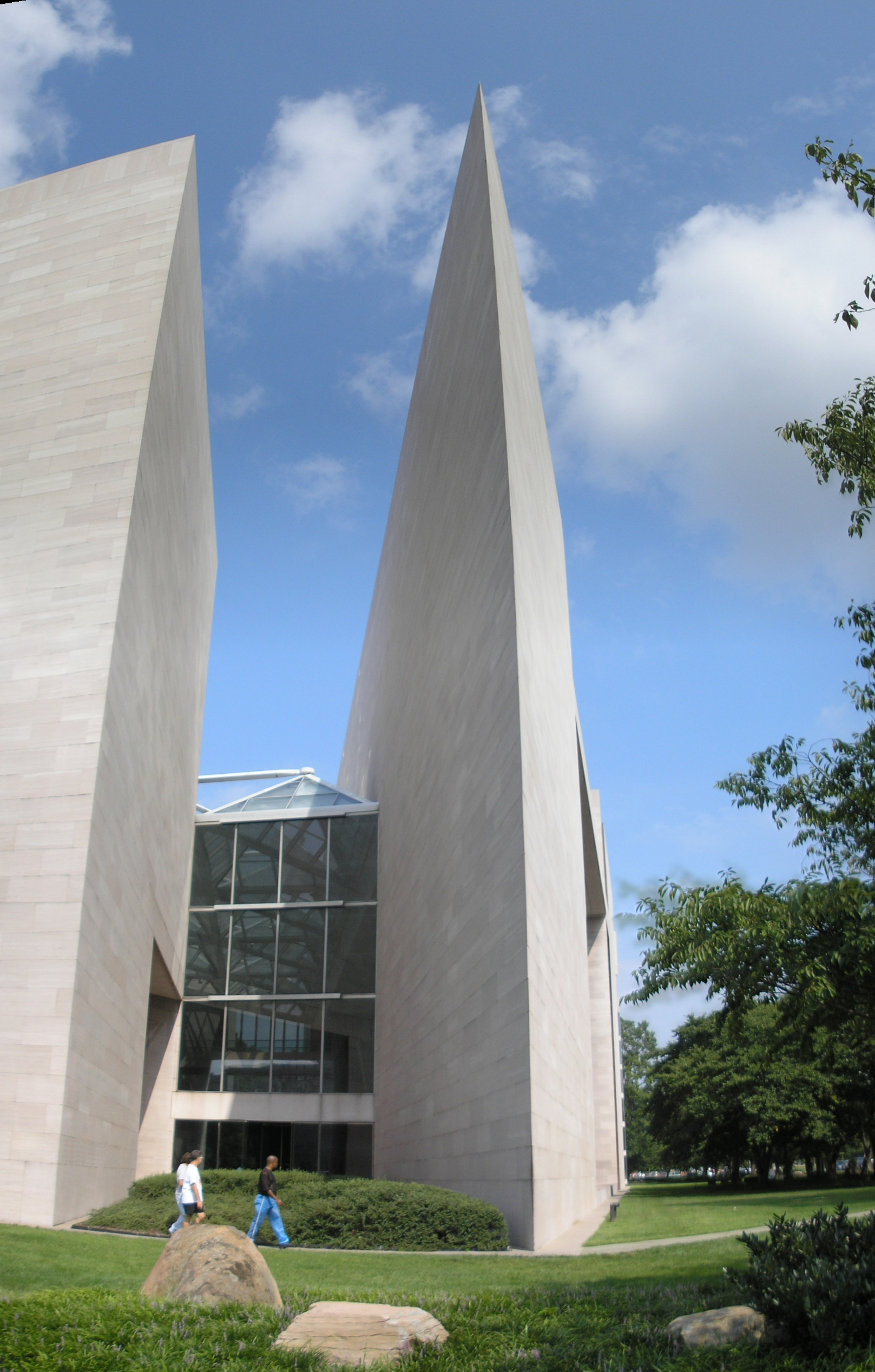
Detail z východní části muzea
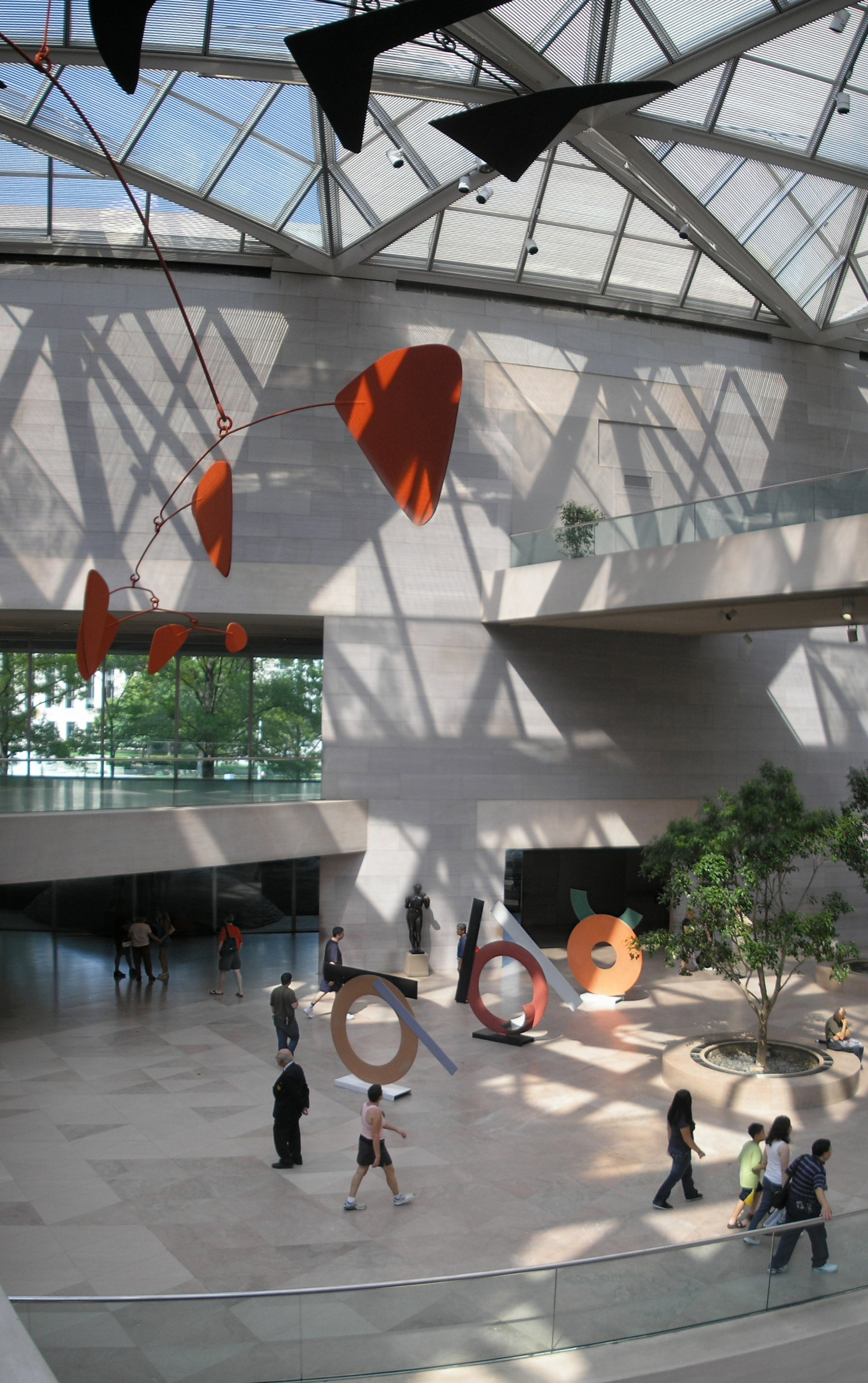
Interiér východní části
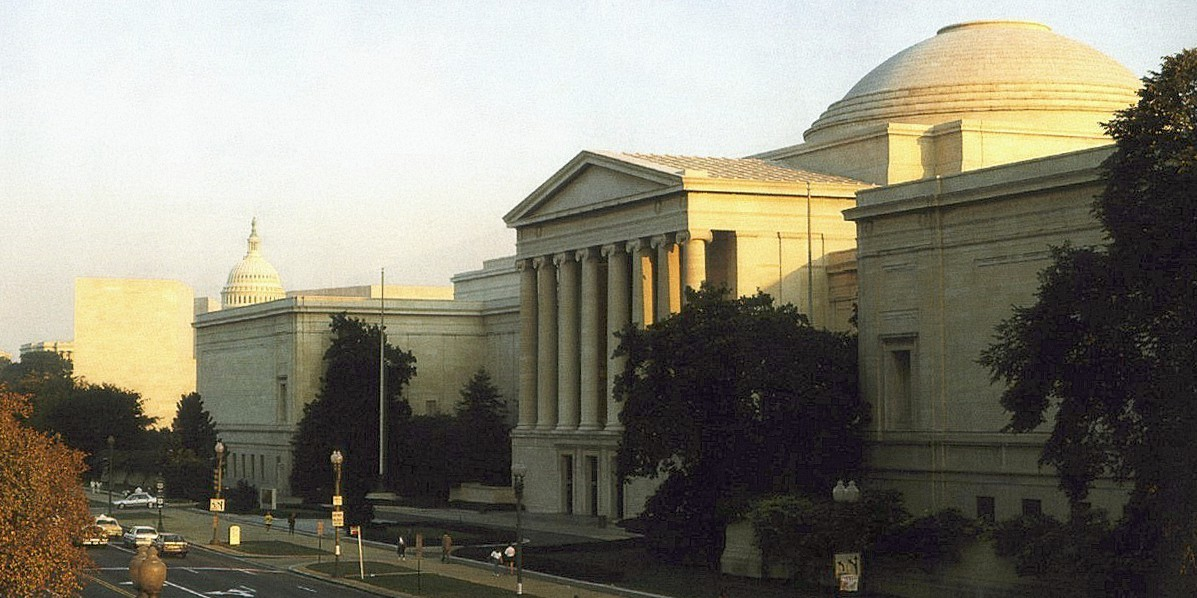
Západní část muzea
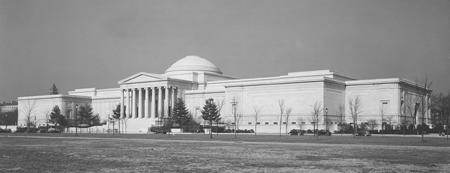
Západní budova National Gallery of Art po rekonstrukci

### Malby

Leonardo da Vinci: Ginevra de' Benci
Albrecht Dürer: Portrét duchovního
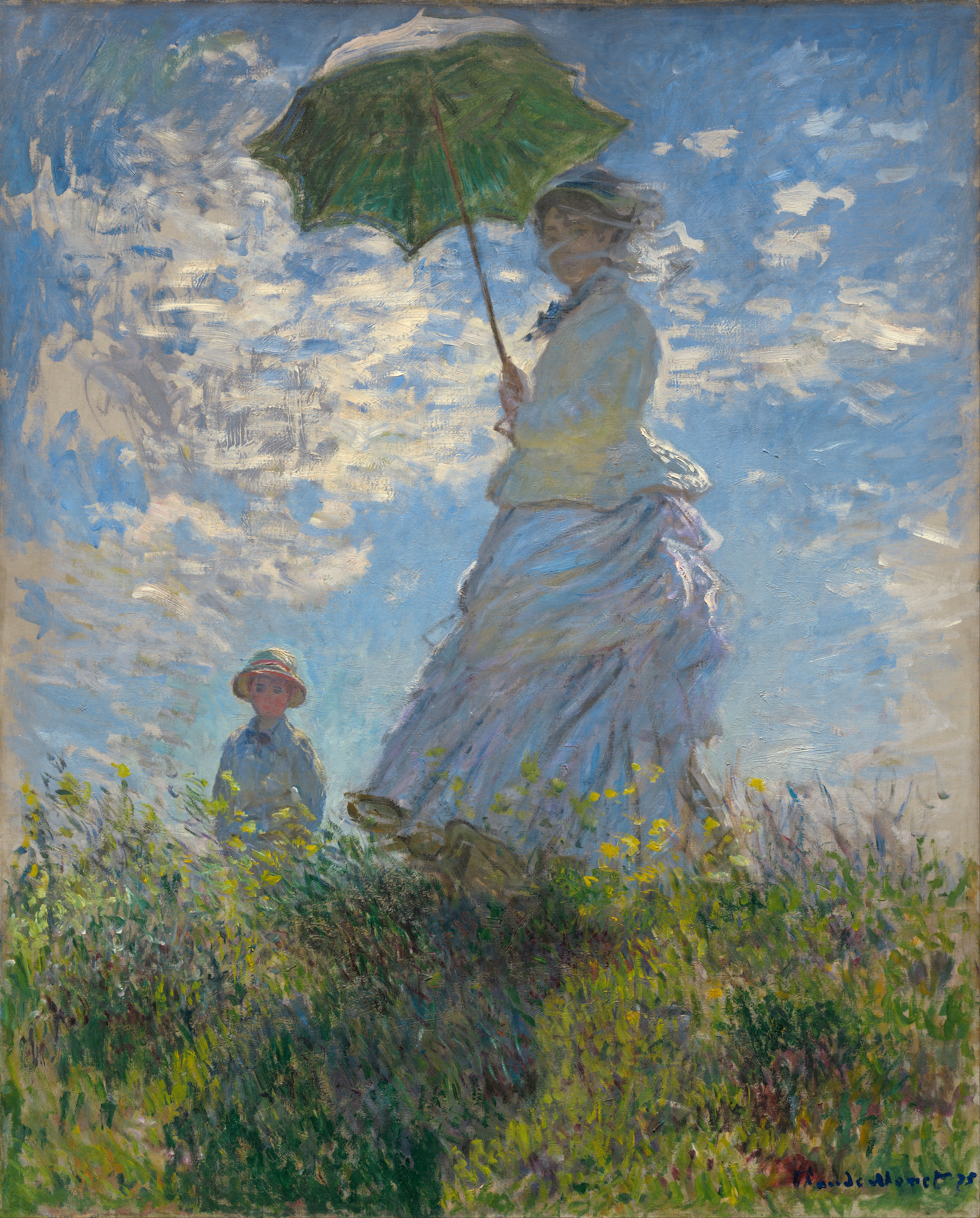
Claude Monet: Dáma se slunečníkem
El Greco: Vyhnání kupců z chrámu
Jan van Eyck: Zvěstování
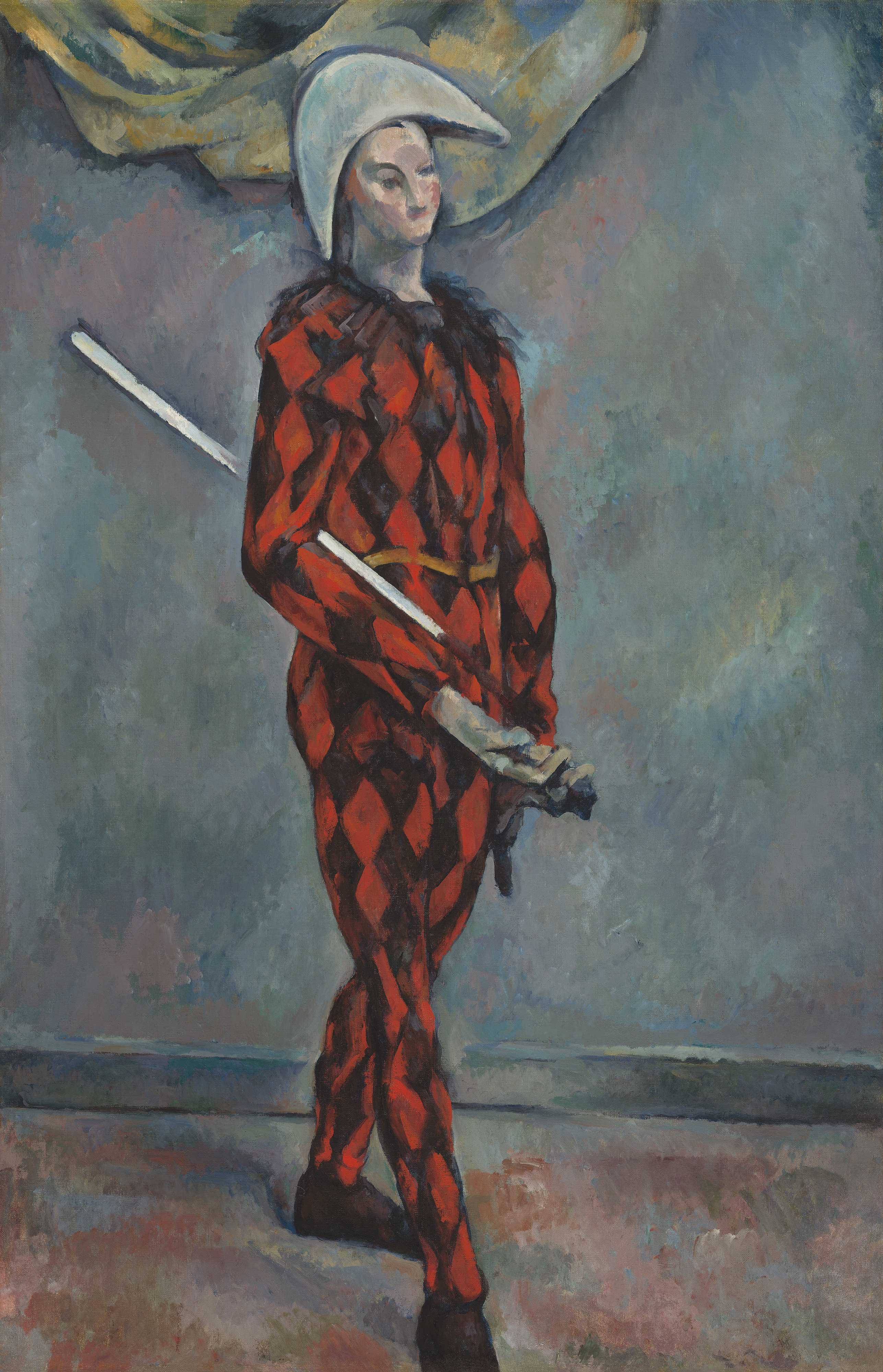
Paul Cézanne: Harlekýn
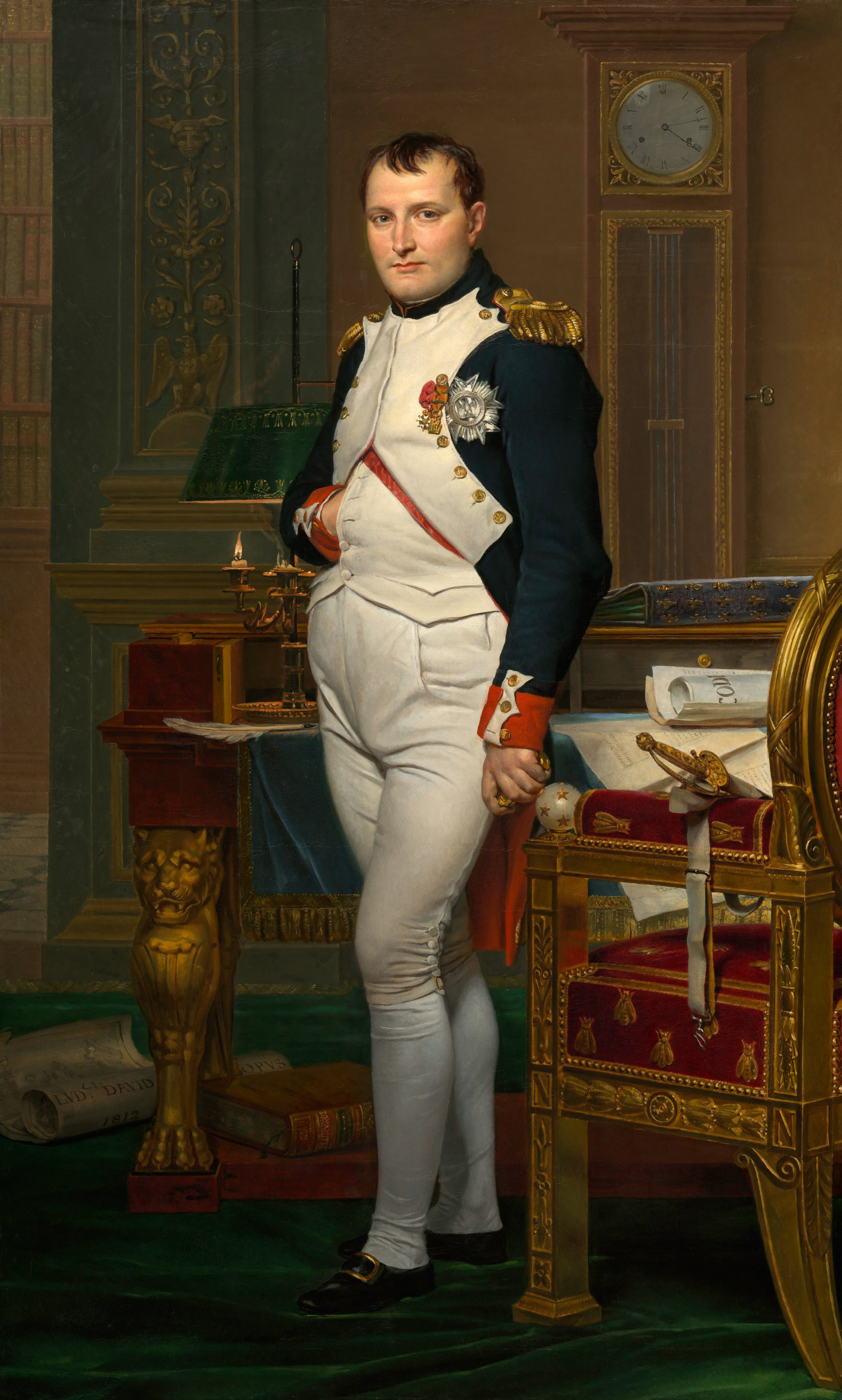
Jacques-Louis David: Napoleon ve své pracovně

### Fotografie

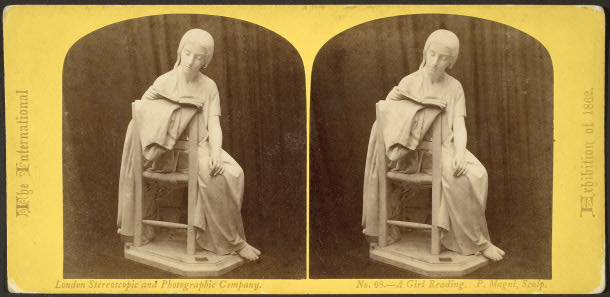
Roger Fenton - Socha Pietra Magniho Čtoucí dívka, cca 1862
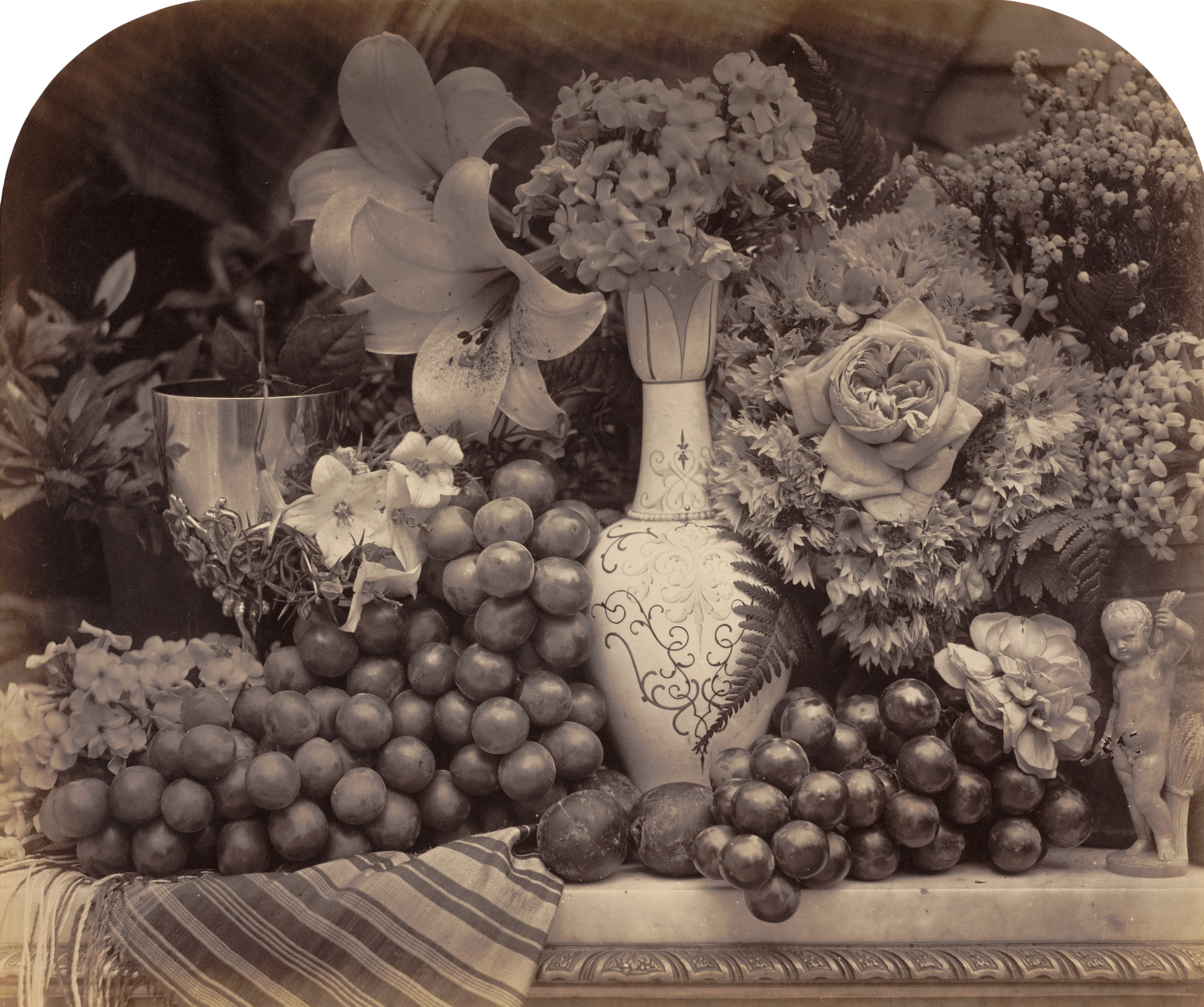
Roger Fenton - Ovoce a květiny, 1860
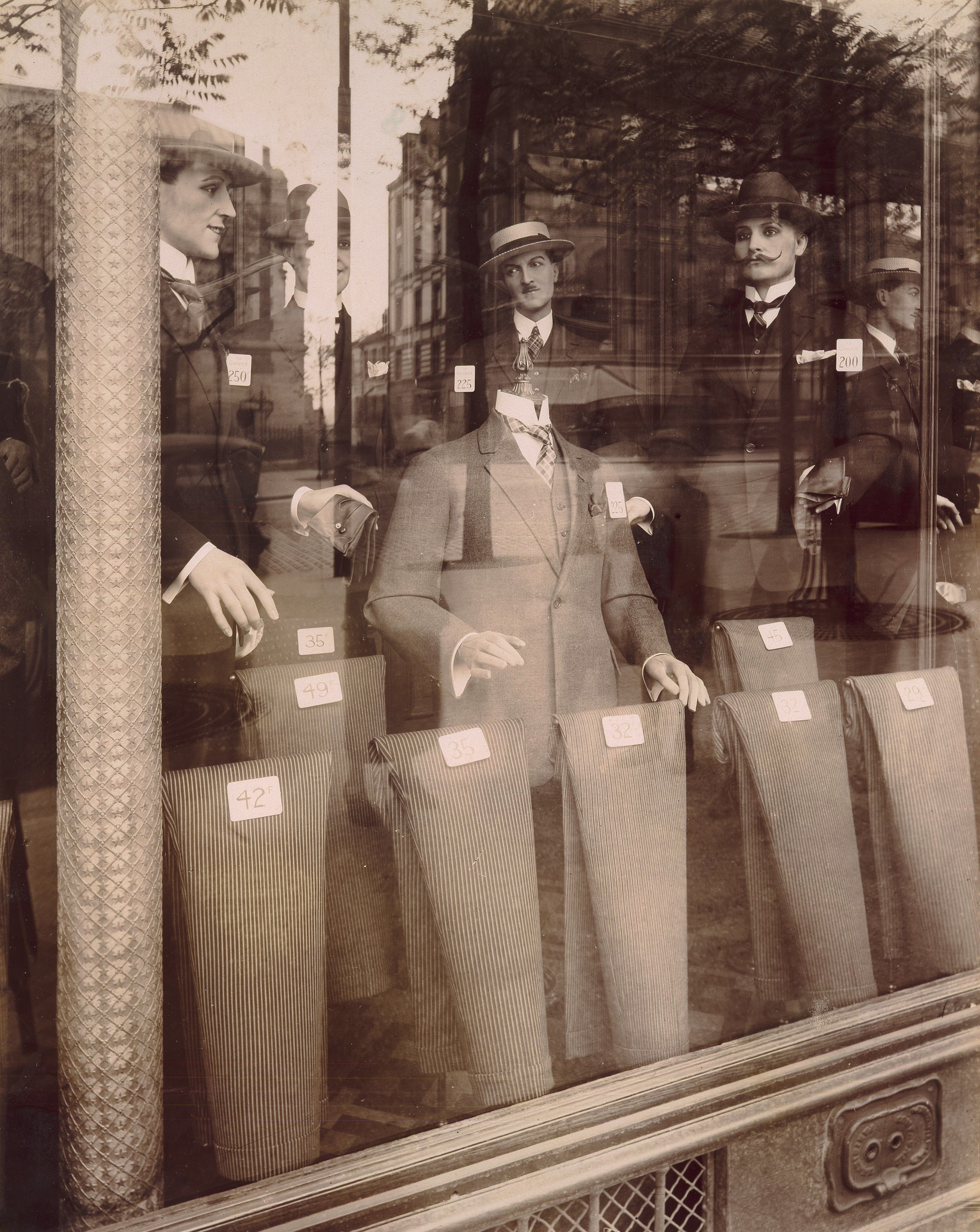
Eugène Atget, Obchod na Avenue des Gobelins, 1925